# Il vincitore non c'è
Il vincitore non c'è è il sesto album di inediti di Michele Zarrillo, pubblicato da Sony Music nel giugno 2000.
Anticipato dalla title track, nella sua prima edizione il disco contiene 11 brani composti dallo stesso Zarrillo (musiche) con il fedele Vincenzo Incenzo (testi). Dall'album vengono inoltre estratti altri due singoli: Io e te e Prima o poi.
Per tentare di rilanciare le vendite, nel 2001 Zarrillo torna in gara al Festival di Sanremo con L'acrobata, canzone che diventerà uno dei suoi pezzi più importanti. L'album esce in una seconda versione, contenente, oltre al brano sanremese, anche un altro brano inedito, intitolato Bellissima.
Il vincitore non c'è è l'ultimo disco di Zarrillo prodotto da Alessandro Colombini. In classifica arriva fino al 25º posto, attestandosi come 79º album più venduto dell'anno.

## Tracce
1. Il vincitore non c'è
2. Com'è bello il cielo
3. Aiutami aiutami
4. Mary
5. Io e te
6. Uno e mai nessuno
7. Cercandoti
8. Prima o poi
9. Quante donne sei
10. Se la vita ci avrà aspettato
11. Il vincitore non c'è (reprise)

## Formazione
- Michele Zarrillo – voce, cori, chitarra acustica, tastiera, organo Hammond
- Cesare Chiodo – basso
- Alfredo Golino – batteria
- Lele Anastasi – tastiera, cori, programmazione, batteria
- David Pieralisi – chitarra acustica, programmazione, pianoforte, Fender Rhodes, organo Hammond, dobro, sequencer
- Lorenzo Maffia – tastiera, cori, programmazione, organo Hammond
- Massimo Pacciani – batteria, percussioni
- Claudia Mizzoni – viola
- Emilia Mellerio – viola
- Cristina Picca – violino
- Francesca Volpini – violino
- Pino Bono – violino
- Vanessa Cremaschi – violino
- Giuseppe Tortora – violoncello
- Prisca Novella – violoncello
- Anna De Francesco, Alessandro Colombini, Luigi Garzya, Vincenzo Incenzo – cori